# Velia (rodzaj)
Velia – rodzaj nawodnych pluskwiaków różnoskrzydłych z rodziny plesicowatych i podrodziny Veliinae.

## Morfologia
Średniej wielkości pluskwiaki o wyraźnie widocznym dymorfizmie płciowym. Na udach tylnych odnóży u samców występują po wewnętrznej stronie rzędy kolców, a mniejszy rządek także na goleniach. U samic kolców brak, a uda są u nich smuklejsze. Ponadto boczny rąbek odwłoka (connexivum) samic jest na tyle silnie odgięty ku górze, że powstaje na grzbiecie głęboka rynienka. Stopy środkowych odnóży u obu płci znacznie krótsze od goleni.

## Rozprzestrzenienie
Rodzaj rozsiedlony kosmopolitycznie, z czego większość gatunków żyje w Holarktyce i krainie neotropikalnej. W Polsce występują dwa gatunki z podrodzaju Plesiovelia: V. (P.) caprai oraz V. (P.) saulii.

## Systematyka
Do rodzaju tego zalicza się około 80 gatunków, zgrupowanych m.in. w podrodzajach:
- Plesiovelia Tamanini, 1955
- Velia sensu stricto Latreille, 1804